# Glace à la pâte à cookies aux pépites de chocolat
La glace à la pâte à cookies aux pépites de chocolat (chocolate chip cookie dough ice cream) est une saveur de crème glacée populaire. Elle consiste en une crème glacée parfumée à la vanille à laquelle on vient ajouter de gros morceaux de pâte à cookies aux pépites de chocolat non cuits.

## Histoire
La glace à la pâte à cookies aux pépites de chocolat serait apparue en 1984 au premier « scoop shop » de Ben & Jerry’s à Burlington (Vermont), d’après une proposition anonyme publiée sur leur tableau de suggestion de saveurs. En 1991, Ben & Jerry’s commença à vendre des pintes de cette nouvelle saveur qui gagna rapidement en popularité auprès des consommateurs. En 1992, la glace à la pâte à cookies aux pépites de chocolat représentait 20 pour cent des ventes totales de crème glacée de l’entreprise. D’autres fabricants tels que Dreyer’s et Mrs. Fields créèrent alors leur propre recette.

## Préparation
Depuis 1991, Rhino Foods fabrique la pâte à cookies aux pépites de chocolat utilisée dans la crème glacée Ben & Jerry’s du même nom. Ils sont les inventeurs d’une technique permettant de conserver la texture moelleuse de la pâte à cookies pendant le processus de congélation, ce que le fondateur décrivit alors comme une « percée technologique ».
En raison des risques sanitaires posés par la consommation de pâte à cookies crue, la pâte utilisée dans ce type de crème glacée est pasteurisée et traitée thermiquement. Pour cette raison, elle ne se prête pas à la cuisson.